# Hyphantrophaga auratofrontalis
Hyphantrophaga auratofrontalis là một loài ruồi trong họ Tachinidae.